# Discografia di Aiello
La discografia di Aiello, cantautore italiano, è costituita da tre album in studio, un EP, diciassette singoli e quattordici video musicali (inclusi quelli come artista ospite), pubblicati dal 2011.

## Album in studio
| Anno | Titolo | Classifiche | Certificazioni |
| Anno | Titolo | ITA         | Certificazioni |
| ---- | --- | ----------- | -------------- |
| 2019 | Ex voto - Pubblicato: 27 settembre 2019 - Etichetta: RCA Records - Formati: CD, download digitale, streaming    | 19          | - ITA: Oro     |
| 2021 | Meridionale - Pubblicato: 12 marzo 2021 - Etichetta: Sony Music - Formati: CD, download digitale, LP, streaming | 4           |                |
| 2023 | Romantico - Pubblicato: 26 maggio 2023 - Etichetta: Sony Music - Formati: CD, download digitale, LP, streaming  | 26          |                |

## Extended play
| Anno | Titolo |
| ---- | --- |
| 2017 | Hi-Hello - Pubblicato: 24 ottobre 2017 - Etichetta: Irma Records - Formati: CD, download digitale, streaming |

## Singoli

### Come artista principale
| Anno                                                                  | Titolo                   | Classifiche | Certificazioni | Album di provenienza |
| Anno                                                                  | Titolo                   | ITA         | Certificazioni | Album di provenienza |
| --------------------------------------------------------------------- | ------------------------ | ----------- | -------------- | -------------------- |
| 2011                                                                  | Riparo                   | —           |                | /                    |
| 2017                                                                  | Come stai                | —           | Hi-Hello       |                      |
| 2019                                                                  | Arsenico                 | 46          | - ITA: Platino | Ex voto              |
| 2019                                                                  | La mia ultima storia     | 56          | - ITA: Oro     | Ex voto              |
| 2020                                                                  | Il cielo di Roma         | —           |                | Ex voto              |
| 2020                                                                  | Vienimi (a ballare)      | 37          | - ITA: Platino | Meridionale          |
| 2020                                                                  | Che canzone siamo        | 46          | - ITA: Oro     | Meridionale          |
| 2021                                                                  | Ora                      | 14          | - ITA: Oro     | Meridionale          |
| 2021                                                                  | Fino all'alba (ti sento) | —           |                | Meridionale          |
| 2022                                                                  | Paradiso                 | —           | Romantico      |                      |
| 2022                                                                  | Domani torno             | —           | Romantico      |                      |
| 2023                                                                  | Aspettiamo mattina       | —           | Romantico      |                      |
| 2023                                                                  | Mi piace molto           | —           | Romantico      |                      |
| 2024                                                                  | Talete                   | —           | /              |                      |
| 2024                                                                  | Tutto sbagliato          | —           | /              |                      |
| 2025                                                                  | Come ti pare             | —           | /              |                      |
| "—" indica una pubblicazione che non si è classificata in quel Paese. |                          |             |                |                      |

### Come artista ospite
| Anno | Titolo                                                      | Classifiche |
| Anno | Titolo                                                      | ITA         |
| ---- | ----------------------------------------------------------- | ----------- |
| 2020 | Euforia (Chris Nolan, Tedua e Madame feat. Birthh e Aiello) | 89          |

## Collaborazioni
| Anno | Titolo                         | Album di provenienza |
| ---- | ------------------------------ | -------------------- |
| 2024 | Lente (Negramaro feat. Aiello) | Free Love            |

## Video musicali
| Anno | Titolo                   | Regista/i                  |
| ---- | ------------------------ | -------------------------- |
| 2019 | Arsenico                 | Mauro Gervasi              |
| 2019 | La mia ultima storia     | Attilio Cusani             |
| 2020 | Il cielo di Roma         | Daniele Barbiero           |
| 2020 | Vienimi (a ballare)      | Giulio Rosati              |
| 2020 | Che canzone siamo        | Giulio Rosati              |
| 2021 | Ora                      | Giulio Rosati              |
| 2021 | Fino all'alba (ti sento) | Giulio Rosati              |
| 2022 | Paradiso                 | Giulio Rosati              |
| 2022 | Domani torno             | Samuel Pescuma             |
| 2023 | Aspettiamo mattina       | Shipmate                   |
| 2023 | Mi piace molto           | Shipmate                   |
| 2024 | Talete                   | Byron Rosero               |
| 2024 | Tutto sbagliato          | Shipmate e Riccardo Bellei |
| 2025 | Come ti pare             | Riccardo Sanmartini        |